# Arrhenodes
Arrhenodes är ett släkte av skalbaggar. Arrhenodes ingår i familjen Brentidae.

## Bildgalleri

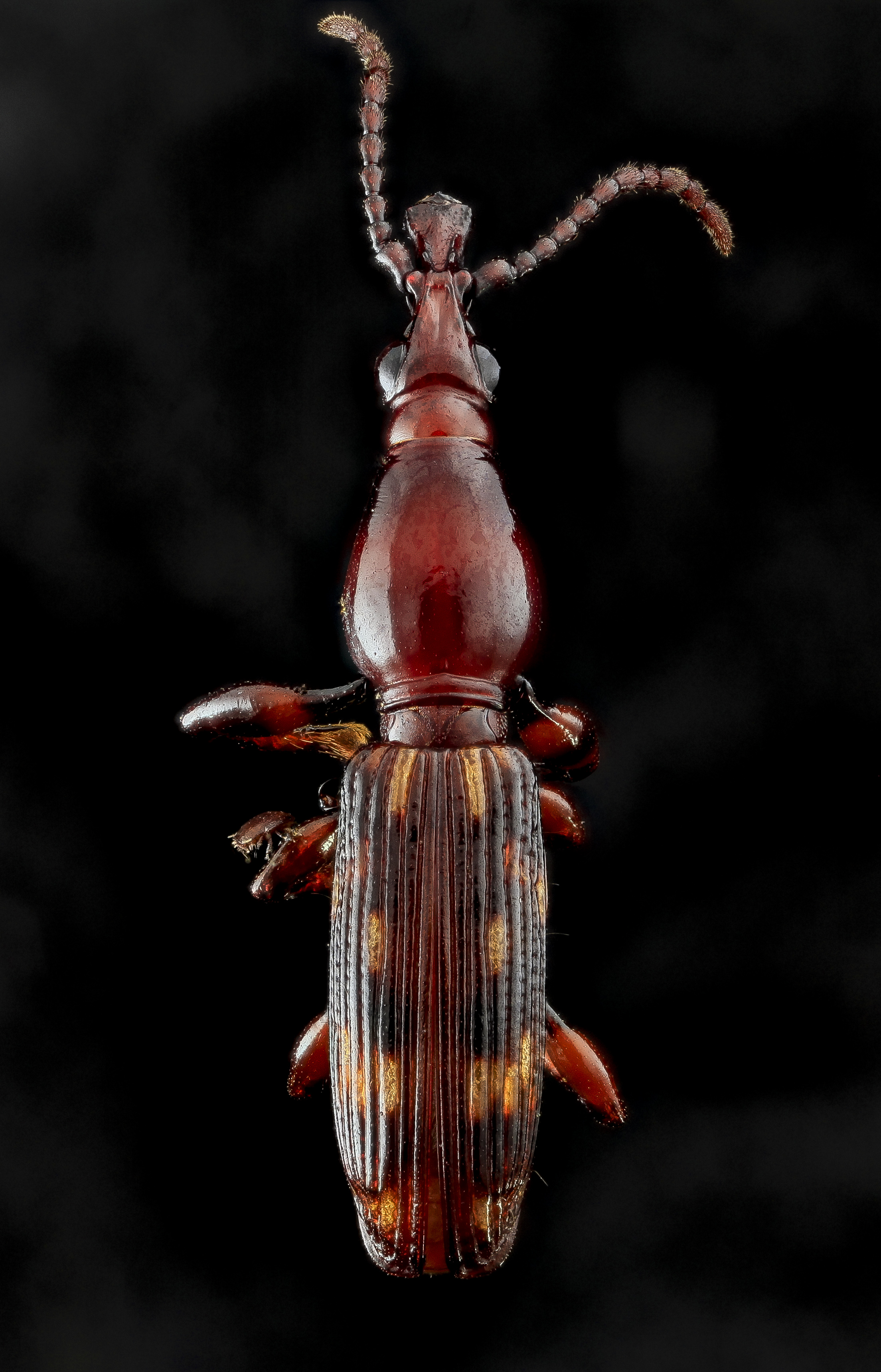
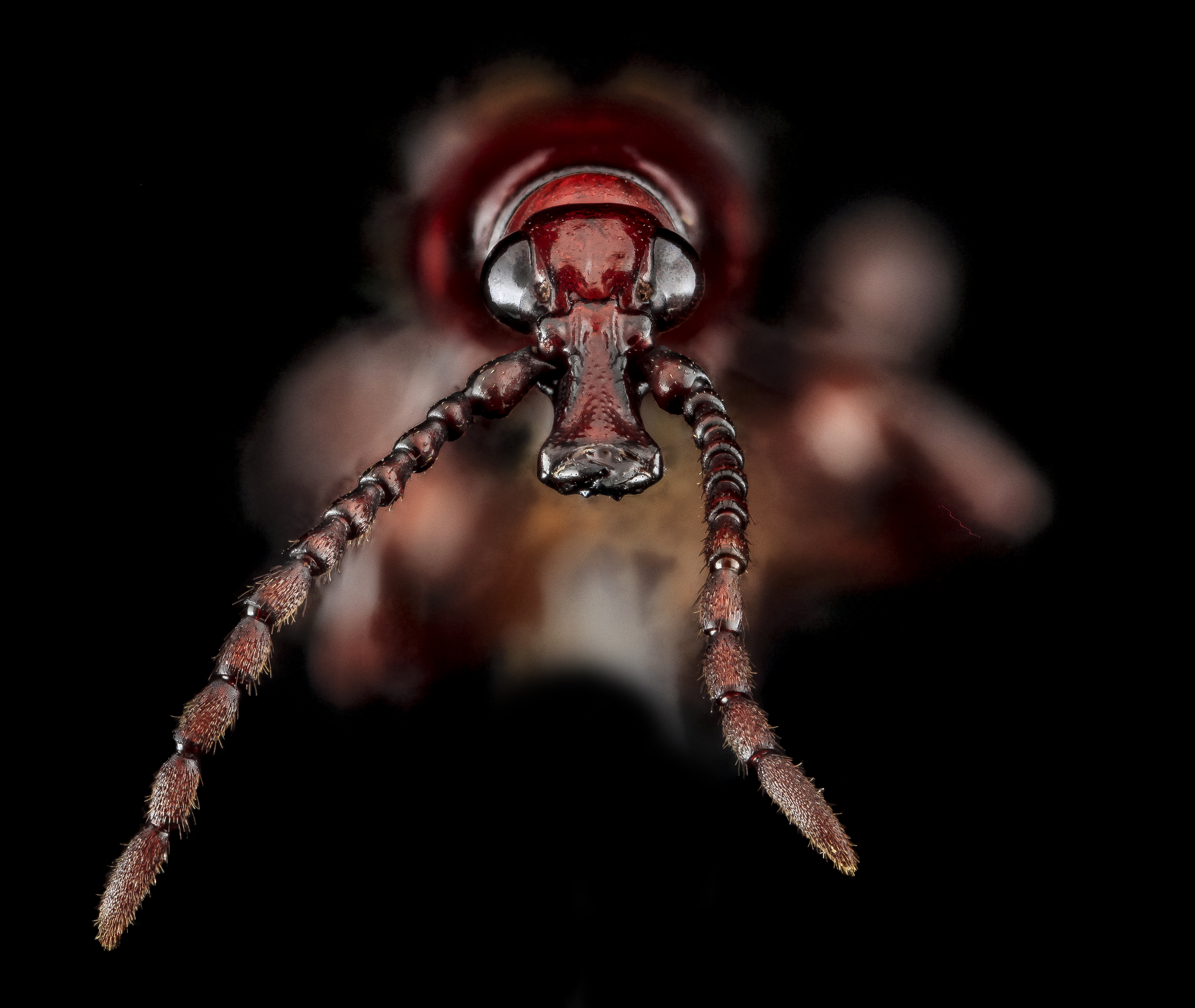
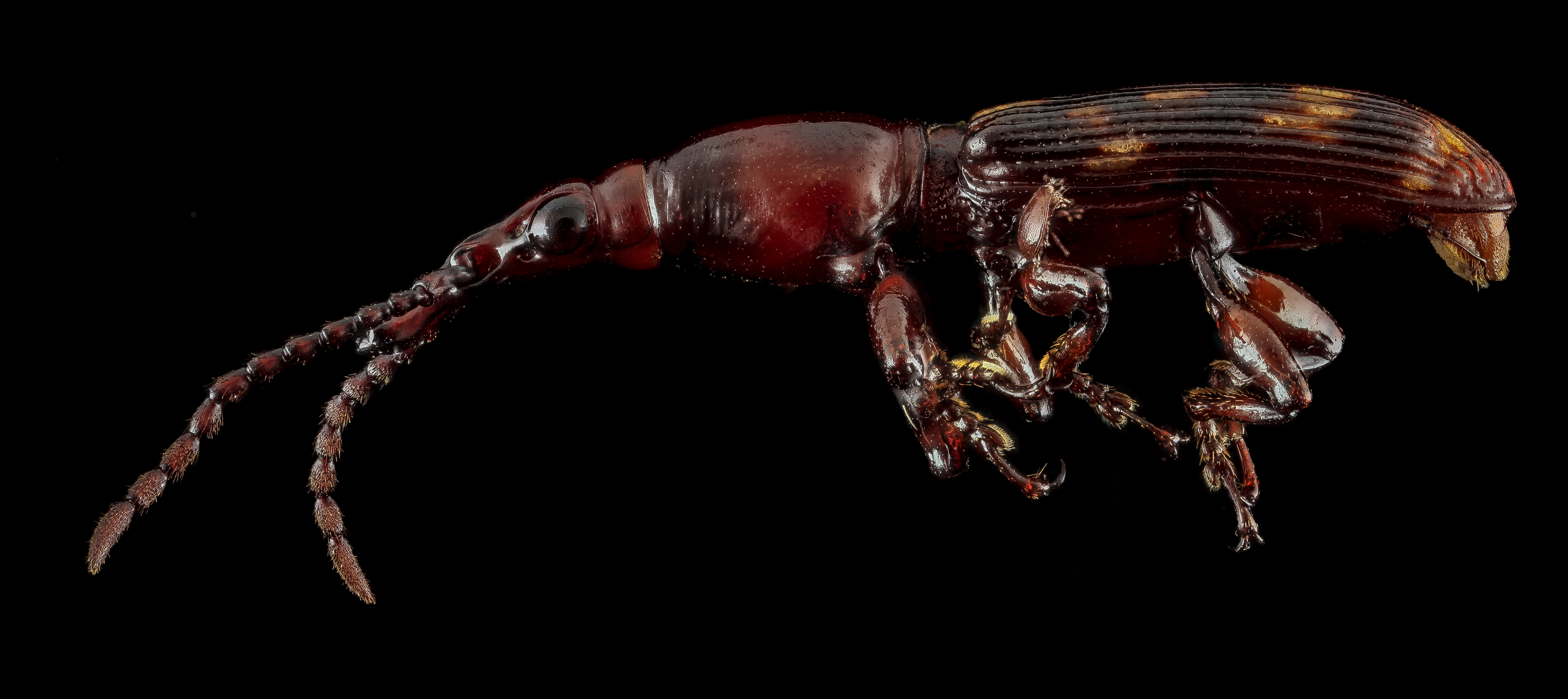

## Dottertaxa tillArrhenodes, i alfabetisk ordning[1]
- Arrhenodes angulicollis
- Arrhenodes anomaloceps
- Arrhenodes anthracinus
- Arrhenodes bifasciatus
- Arrhenodes bifrons
- Arrhenodes bipunctatus
- Arrhenodes bisulcatus
- Arrhenodes chalcites
- Arrhenodes chevrolati
- Arrhenodes corniger
- Arrhenodes coronatus
- Arrhenodes decoratus
- Arrhenodes dehiscens
- Arrhenodes denticollis
- Arrhenodes designatus
- Arrhenodes digramma
- Arrhenodes dispar
- Arrhenodes distans
- Arrhenodes duplicatus
- Arrhenodes elegans
- Arrhenodes exsertus
- Arrhenodes faldermanni
- Arrhenodes ferrugineus
- Arrhenodes filicornis
- Arrhenodes flavolineatus
- Arrhenodes forcipitigerus
- Arrhenodes forficatus
- Arrhenodes frontalis
- Arrhenodes gnatho
- Arrhenodes indicatus
- Arrhenodes interruptolineatus
- Arrhenodes latirostris
- Arrhenodes lineatus
- Arrhenodes longirostris
- Arrhenodes maxillosus
- Arrhenodes melancholicus
- Arrhenodes miles
- Arrhenodes monilifer
- Arrhenodes nitidicollis
- Arrhenodes opacus
- Arrhenodes ornatus
- Arrhenodes perlaetus
- Arrhenodes puncticollis
- Arrhenodes pygmaeus
- Arrhenodes rhinoprion
- Arrhenodes ruficollis
- Arrhenodes rugosus
- Arrhenodes scobinirostris
- Arrhenodes scrobicollis
- Arrhenodes semilineatus
- Arrhenodes serrirostris
- Arrhenodes transversesignatus
- Arrhenodes tridentatus
- Arrhenodes tristriatus
- Arrhenodes truncatus
- Arrhenodes turbatus
- Arrhenodes vitticollis
- Arrhenodes vulsellatus
- Arrhenodes xiphias